# Hyaloseris andrade-limae
Hyaloseris andrade-limae là một loài thực vật có hoa trong họ Cúc. Loài này được Cristóbal & Cabrera mô tả khoa học đầu tiên năm 1982.